# (15638) 2000 JA65
A (15638) 2000 JA65 egy kisbolygó a Naprendszerben. A LINEAR projekt keretében fedezték fel 2000. május 5-én.